# Margit Åsberg-Albrechtsson
Margit Åsberg-Albrechtsson (* 2. Februar 1918 in Selånger; † 6. April 1994 in Åby) war eine schwedische Skilangläuferin.

## Werdegang
Åsberg-Albrechtsson, die für den IF Friska Viljor und den Selångers SK startete, gewann im Jahr 1948 bei den Svenska Skidspelen den 10-km-Lauf und belegte dabei im folgenden Jahr den dritten Rang. Im März 1950 belegte sie den 13. Platz über 10 km bei den Lahti Ski Games. Bei ihrer einzigen Olympiateilnahme 1952 in Oslo wurde sie Achte über 10 km.
Bei schwedischen Meisterschaften siegte sie siebenmal über 10 km (1942, 1944, 1945, 1946, 1949, 1950, 1954) und dreimal mit der Staffel von Selångers SK (1954–1956).